# Naučné putování loupežníka Štětky
Naučné putování loupežníka Štětky je naučná stezka po okolí Štětí, která přibližuje návštěvníkům historii, přírodu, průmysl a zemědělství Štětska. 21 zastavení se nachází na trase dlouhé 31,7 km. Trasa je okružní, většina trasy leží na území města Štětí, severní oblouk prochází přes území obce Snědovice, na jižní straně krátký úsek v lese přechází přes území města Liběchova.
Stezka byla otevřena 22. dubna 2012 na Den Země. Naučná stezka nese jméno fiktivního loupežníka Štětky, který putováním provází. Štětka dle legendy na tabulích stezky sídlil v jeskyni Mordloch.

## Zastavení
1. Stračí-rozcestí (úvod)
2. Stračí-hřiště (skalní útvary, které se vyskytují v okolí Štětí
3. Špičák (krajina)
4. Hraběcí kaple (CHKO Kokořínsko)
5. Mordloch (třicetiletá válka v místním regionu)
6. Brocno – „Brocenská“ cesta (původní cesty)
7. Brocno (lidová architektura)
8. Chcebuz (Film Lidice, který se zde natáčel)
9. Veselí (NATURA 2000)
10. Újezd (zemědělství)
11. Újezd-Lomy (fauna a flóra)
12. Lomy (myslivost)
13. Snědovice (historické rody regionu)
14. Křešov (památné stromy)
15. Radouň (soužití Čechů a Němců)
16. Radouň-židovský hřbitov (Židé v regionu)
17. Nad Štětím (průmysl)
18. Štětí-vlakové nádraží (železniční doprava
19. Štětí-Horova stezka (místní osobnosti)
20. Štětí-přístav (Labe, povodně, sucha, lodní doprava)
21. Štětí-Husovo náměstí (Národní festival dechových orchestrů)[1]